# アタベク
アタベク（Atābak,اتابك）とは、主に西アジアのセルジューク朝、周辺の国家や地方政権で使用された称号、役職である。「アターベク」とも表記される。テュルク語でアタは「父」、ベクは「アミール」の同義語で「命令者、軍事指導者」を意味する。
セルジューク朝の王子の後見人に与えられる称号であり、アタベクたちは強い影響力を持っていた。王子の後見人の役割を喪失した後も各地の統治者たちはアタベクの称号を使い続け、彼らの政権は「アタベク王朝」と呼ばれることがある。

## セルジューク朝、周辺の地方政権
「アタベク」の使用が初めて確認できるのは、セルジューク朝の時代からである。称号は幼少の王子の後見人に与えられ、君主直属のマムルークから選出される例が多かった。最初にアタベクの称号を授与されたイラン系の政治家ニザームルムルクは例外的な存在であり、バルキヤールク以後の王子たちのアタベクはテュルク系の軍人から選ばれた。
アタベクは王子の所領の管理運営、行政を代行していたため、アタベクに強い権力が備わる場合が多く、君主の死後に王子の生母と結婚して権力の維持を図るものもいた。11世紀末からセルジューク朝の支配がほころび始めるとアタベクが強い力を持つようになり、権力と領地が世襲されるようになる。アゼルバイジャンのイルデニズ朝の支配者たちはイラクのセルジューク朝のスルターンであるアルスラーン・シャーとトゥグリル3世のアタベクとして実権を掌握し、トゥグリル3世がアタベクの介入に反発すると、アタベクのクトルグ・イナンチはホラズム・シャー朝に援軍を要請した。1194年にトゥグリル3世はホラズム・シャー朝のアラーウッディーン・テキシュとの戦闘で敗死し、西部イランのセルジューク朝は滅亡した。
シリアのザンギー朝とブーリー朝の支配者は最初セルジューク朝の王子の後見人を務めていたが、王子たちが亡くなり、あるいは去って後見人の役割を失った後は独立した政権となった。ヤズド・アタベク朝はアルスラーン・シャーからヤズドの地方政権であるカークイェ朝の王女のアタベクに任命された将軍を祖とする地方政権で、13世紀末のイルハン朝の時代まで存続した。ファールスのサルグル朝、ロレスターンのハザーラスプ朝とホルシード朝の支配者たちはアタベクの称号を使用していながらも、正式にセルジューク朝の王子の後見人を務めた実績は持っていなかった。サルグル朝は当初セルジューク朝に貢納を行い、セルジューク朝滅亡後に完全に独立するが、王朝内でセルジューク朝との関係は重要視されていた。

## マムルーク朝のアタベク体制
セルジューク朝のほか、エジプトのアイユーブ朝とマムルーク朝、キリスト教国家であるグルジア王国でもアタベクの称号は使用された。
マムルーク朝では後見人の意味に加え、軍隊の最高司令官に授与される称号としても使われるようになったマムルーク朝におけるアタベクは本来有力アミールが臨時的に就いていた役職であり、ナースィル・ムハンマドの治世からエジプト総督に付与される称号に変化したと考えられている。ナースィルは専制的な体制を構築して国家を運営していたが、彼の死後に国政を立て直すためにアミールらによる合議制（御前会議）が導入され、1350年に御前会議の議長がアタベクに就任するようになった。1354年以後、アタベクが大アミールの称号を帯びて単独の国政責任者となり、アタベクを頂点とする武官の序列が成立するが（「アタベク体制」）、最高位のアタベクをうかがうアミールたちの間で、あるいはスルターンと事実上の支配者であるアタベクの間で権力闘争が発生した。1378年にアタベクに就任したバルクークが1382年に自らがスルターンに就任し、アターベク体制は終結した。

## 主なアタベク王朝
- アフマディール朝（英語版） - マラーゲを支配。ダーウード（英語版）のアタベクを務めたアークスンクルが建国[15]
- イルデニズ朝（1136年 - 1225年） - アゼルバイジャンを支配
- サルグル朝（1148年 - 1287年） - ファールスを支配
- ザンギー朝（1127年 - 1250年） - モースルからアレッポにかけての地域を支配
- ハザーラスプ朝（1155年頃 - 1424年） - ロレスターンの大ロルを支配
- ブーリー朝（1104年 - 1154年） - ダマスカスを支配
- ホルシード朝（英語版）（12世紀後半 - 1597年/1598年） - ロレスターンの小ロルを支配
- ヤズド・アタベク朝（12世紀 - 1300年） - ヤズドを支配